# あゆは
あゆは（1989年1月5日 - ）は、日本の実業家、ホスト、ファッションモデル、DJ。
兵庫県尼崎市出身。ホストクラブやバー、エステなどを経営する一方で、モデルとしても活動している。

## 来歴
ホスト業界に入り、テレビ、雑誌などのメディアに取り上げられ、経営者の傍らローゼスにてモデルデビュー（表紙15回・当時最多　年間読者投票３位）
2011年頃より、青年経営者としてメディアに取り上げられるようになる。

## 人物
- 3歳の時から雑誌モデル活動をしている。
- ホストクラブに入店した三か月後に、店の売り上げナンバー1を獲得。以後常にナンバー1をキープし、カリスマホストと呼ばれる存在になる。現在はホスト業を引退。
- 愛用のアクセサリーは、クロムハーツ 。

| スタブアイコン | サブスタブ | この項目は、まだ閲覧者の調べものの参照としては役立たない、人物に関連した書きかけの項目です。この項目を加筆・訂正などしてくださる協力者を求めています（P:人物伝/PJ:人物伝）。 |